# AB Arvid Svensson Invest
AB Arvid Svensson Invest är ett svenskt familjeägt investmentbolag.

## Historik
Det har sitt ursprung i ett tunnplåtsslageri i Kristinehamn, som grundades 1883 i Kristinehamn av den från Ulricehamnstrakten inflyttade Johan-Emil Svensson. Detta flyttade senare till Grythyttan och drevs tillsammans med sonen Arvid Svensson. År 1900 flyttade verksamheten till Västerås för att komma närmare stora kunder som Asea och Jansson & Sjögrens karamellfabrik. Företaget utvecklades till en mekanisk verkstad med bearbetning av såväl grov- och tunnplåt. Från mitten av 1900-talet utvidgades familjeföretaget, nu också med sönerna Tor Svensson och Per Svensson, med en stålgrossiströrelse och med handel i industriförnödenheter.
Arvid Svensson Invest verkar idag inom flera branscher, bland andra fastigheter, verkstadsindustri, tjänster, handel, media och mode. Det har aktieposter i fastighetetsbolagen Klövern och Balder och i IT-företaget Novotek, och hade till 2008 ett stort innehav i tankrederiet Broström AB Det övertog i april 2004 tillsammans med majoritetspartnern Svenskt Rekonstruktionskapital AB Ramnäs bruk, som hade gått i konkurs i augusti 2003, och sålde bruket efter rekonstruktion och kapitaltillskott i mars 2008 till ett norskt konsortium under ledning av Carl Arnet.
Arvid Svensson Invest köpte 2005 Svanå bruk av ABB.
Företaget ägs och drivs av kusinerna  Rikard Svensson, styrelseordförande, och Fredrik Svensson, verkställande direktör.